# Régiments de cavalerie français d'Ancien Régime (U)
Cet article présente la liste des régiments de cavalerie français d'Ancien Régime, commençant par la lettre U.

## Régiment d'Uzès cavalerie
- Régiment d'Uzès cavalerie